# Hudson (Quebec)
Hudson – miasto w Kanadzie, w prowincji Quebec, w regionie Montérégie i MRC Vaudreuil-Soulanges. Leży nad południowym brzegiem Ottawy. Nazwa miasta pochodzi od nazwiska panieńskiego żony wywodzącego się stąd kanadyjskiego przemysłowca, George'a Matthewsa. Hudson jest jednym z nielicznych miast w Quebecu, gdzie większość ludności posługuje się językiem angielskim, a nie francuskim.
Liczba mieszkańców Hudson wynosi 5 088. Język angielski jest językiem ojczystym dla 66,2%, francuski dla 21,6% mieszkańców (2006).